# Idina Menzel
Idina Kim Menzel (* 30. května 1971 New York) je americká herečka, zpěvačka a textařka. Získala cenu Tony za roli v muzikálu Čarodějka.

## Kariéra
Její herecká a pěvecká kariéra začala roku 1995, kdy byla obsazena jako Maureen Johnson do muzikálu Rent, který měl premiéru 26. února 1996. Své poslední představení si Idina odehrála 1. července 1997. Vyhrála Oscara za píseň Let it go v roce 2014.
Po úspěších v divadle vydala své první sólové album nazvané Still I Can't Be Still a objevila se v několika dalších muzikálech.
V roce 2003 se po boku Kristin Chenoweth objevila v muzikálu Čarodějka v roli čarodějnice Elphaby, za níž roku 2005 obdržela cenu Tony za Nejlepší muzikálovou herečku v hlavní roli. V různých muzikálech vystupuje příležitostně dodnes.
Herecká kariéra Idiny Menzel zahrnuje i několik menších či větších rolí ve filmech Líbat Jessicu Steinovou, Polibkem to začíná, The Tollbooth, Water, Bohémové (filmová verze muzikálu Rent, Zeptej se prachu a Kouzelná romance.
Roku 2004 vyšlo její druhé album Here a o čtyři roky později další s názvem I Stand. V březnu 2012 jí vyšlo album Live: Barefoot at the Symphony.
V roce 2013 namluvila roli Ledové královny Elsy v Disneyovském animovaném filmu Ledové království, včetně nazpívání nejznámější písně filmu Let it go.

## Divadlo
| Rok premiéry | Název představení    | Role                                  | Poznámky a ocenění |
| ------------ | -------------------- | ------------------------------------- | --- |
| 1996         | Rent                 | Maureen Johnson                       | - Původní broadwayské obsazení - Místa uvedení: - Newyorský divadelní workshop (26. ledna 1996 – 31. března 1996) - Nederlander Theatre (29. dubna 1996 – 1. července 1997) - Nominována – Cena Tony v kategorii nejlepší herečka v muzikálu, za rok 1996 |
| 2000         | The Wild Party       | Kate                                  | - Místo uvedení: Manhattan Theatre Club Stage I (24. února 2000 – 9. dubna 2000) - Nominována – Drama Desk Award za nejlepší herečku v muzikálu, za rok 2000 |
| 2000         | Summer of '42        | Dorothy                               | - Místo uvedení: The Norma Terris Theatre (10. dubna 2000 – 3. září 2000) |
| 2001         | Vlasy                | Sheila                                | - Místo uvedení: New York City Center – (3. května 2001 – 7. května 2001) |
| 2001         | Aida                 | Amneris                               | - Nahradila původní představitelku v originálním broadwayském obsazení - Místo uvedení: Palace Theatre (13. září 2001 – 27. ledna 2002) |
| 2002         | Monology vagíny      | Vystupující                           | - Místo uvedení: Westside Theatre (5. března 2002 – 14. dubna 2002) |
| 2002         | Funny Girl (koncert) | Fanny Brice                           | - Místo uvedení: New Amsterdam Theatre (23. září 2002) - Zpívala "Cornet Man" |
| 2003         | Čarodějka            | Elphaba                               | - Původní broadwayské obsazení - Místo uvedení: George Gershwin Theatre (8. října 2003 – 8. ledna 2005) - Vyhrála – Cena Tony v kategorii nejlepší herečka v hlavní roli v muzikálu - Vyhrála – Broadway.com Audience Award za nejlepší hlavní herečku v muzikálu - Vyhrála – Broadway.com Audience Award za nejlepší výkon divy - Vyhrála – Broadway.com Audience Award za nejlepší pár na jevišti (s Kristin Chenoweth) - Nominována – Drama Desk Award za nejlepší herečku v muzikálu - Nominována – Outer Critics Circle Award za nejlepší hůavní herečku v muzikálu - Nominována – Drama League Award za význačný výkon |
| 2005         | See What I Wanna See | Kesa / Žena (Lily) / Herečka (Deanna) | - Místo uvedení: The Public Theater (30. října 2005 – 4. prosince 2005) - Nominována – Drama Desk Award za nejlepší hlavní herečku v muzikálu - Nominována – Drama League Award za význačný výkon |
| 2006         | Čarodějka (Londýn)   | Elphaba                               | - Původní londýnské obsazení na West Endu - Místo uvedení: Apollo Victoria Theatre (7. září 2006 – 30. prosince 2006) - Vyhrála – WhatsOnStage.com Theatregoers Choice Award za nejlepší herečku v muzikálu |
| 2008         | Šachy (koncert)      | Florence Vassy                        | - Místo uvedení: Royal Albert Hall (12. května 2008 – 13. května 2008) |
| 2008         | Nero                 | Poppea                                | - Místo uvedení: Powerhouse Theatre (11. července 2008 – 13. července 2008) |
| 2014         | If/Then              | Elizabeth Vaughan                     | - Místo uvedení: Richard Rodgers Theatre (5. března 2014 – 22. března 2015) - Originální Broadwayské obsazení |
| 2015         | If/Then              | Elizabeth Vaughan                     | - Národní turné: 13. října 2015 – 26. ledna 2016 |
| 2018         | Skintight            | Jodi Isaac                            | - Místo uvedení: Laura Pels Theatre (31. května – 26. srpna 2018) |
| 2019         | Skintight            |                                       | - Místo uvedení: Los Angeles (3. září – 12. října 2019) |

## Film
| Rok  | Název                              | Role                 | Poznámky |
| ---- | ---------------------------------- | -------------------- | --- |
| 2001 | Líbat Jessicu Steinovou            | Družička             | |
| 2002 | Polibkem to začíná                 | Linda                | |
| 2004 | The Tollbooth                      | Raquel Cohen-Flaxman | |
| 2004 | Water                              | Jessy Turner         | Film nebyl vydán |
| 2005 | Bohémové                           | Maureen Johnson      | nominace – Critics' Choice Movie Awards v kategorii nejlepší skladba (za „ Seasons of Love“) a nejlepší obsazení nominace – Online Film & Television Association Awards v kategorii nejlepší adaptovaná skladba (za „ Seasons of Love“) nominace – Stinker Award v kategorii nejhorší filmová skladba nebo závěrečná titulková skladba (za „ Over the Moon“) |
| 2006 | Zeptej se prachu                   | Vera Rivkin          | |
| 2007 | ShowBusiness: The Road to Broadway | Sama sebe            | Nahráno její vlastní ztvárnění písně "Lullaby of Broadway" k závěrečným titulkům |
| 2007 | Kouzelná romance                   | Nancy Tremaine       | |
| 2013 | Ledové království                  | Elsa (hlas)          | Online Film & Television Association Awards v kategorii nejlepší adaptovaná skladba (za „ Let It Go“) Teen Choice Awards v kategorii nejlepší animovaný film – hlas nominace – Alliance of Women Film Journalists Awards v kategorii nejlepší animovaná postava nominace – Online Film & Television Association Awards v kategorii nejlepší dabing nominace – St. Louis Film Critics Association Awards v kategorii speciální ocenění (za scénu, techniku a jiné zapamatovatelné aspekty nebo moment) (za scénu se skladbou„ Let It Go“) nominace – Teen Choice Awards v kategorii nejlepší skladba od zpěvačky (za „ Let It Go“) |
| 2015 | Oslava v Ledovém království        | Elsa (hlas)          | |
| 2017 | Ledové království: Vánoce s Olafem | Elsa (hlas)          | krátkometrážní film |
| 2018 | Raubíř Ralf a internet             | Elsa (hlas)          | |
| 2019 | Ledové království II               | Elsa (hlas)          | |
| 2019 | Drahokam                           | Dinah Ratner         | |
| 2021 | Příběh Popelky                     | Vivian               | |

## Televize
| Rok       | Název                                       | Role              | Poznámky |
| --------- | ------------------------------------------- | ----------------- | --- |
| 1998      | Herkules                                    | Circe (hlas)      | 1 díl |
| 2004      | Zachraň mě                                  | Carol             | díl: „Sanctuary“ |
| 2005      | Kevin Hill                                  | Francine Prescott | 2 díly |
| 2009      | Private Practice                            | Lisa King         | 2 díly |
| 2009      | Great Performances                          | Florence Vassey   | 1 díl |
| 2010–2013 | Glee                                        | Shelby Corcoran   | 12 dílů nominace – Online Film & Television Association Awards v kategorii nejlepší ženský herecký výkon v hostující roli – seriál (komedie) |
| 2010      | Super zvířátka                              | Srdcová královna  | díl: „Adventures in Wonderland“ |
| 2010      | Sezame, otevři se                           | Sama sebe         | 1 díl |
| 2011      | The Glee Project                            | Sama sebe         | díl: „Theatricality“ |
| 2011      | Idina Menzel Live: Barefoot at the Symphony | Sama sebe         | TV speciál nominace – Online Film & Television Association Awards v kategorii nejlepší ženský výkon ve fikci                                 |
| 2015      | Arthur                                      | Dr. Paula (hlas)  | díl: „Shelter from the Storm“ |
| 2016      | Ledové království: Polární záře             | Elsa (hlas)       | TV speciál |
| 2017      | Beaches                                     | C.C. Bloom        | TV film |
| 2017      | Julie's Greenroom                           | Sama sebe         | díl: „The Show Must Go On“ |
| 2017      | Ant & Dec's Saturday Night Takeaway         | host              | díl 14.7 |
| 2018      | A Very Wicked Halloween                     | Sama sebe/Elphaba | TV speciál |
| 2019      | Rent: Live                                  | Sama sebe         | TV speciál |

## Alba

### Sólová alba
| Still I Can't Be Still            | - Datum vydání: 15. září 1998 - Vydavatelství: Hollywood - Formáty: CD, audiokazeta    | —  | —  |
| Here                              | - Datum vydání: 23. února 2004 - Vydavatelství: Zel - Formát: CD                       | —  | —  |
| I Stand                           | - Datum vydání: 29. ledna 2008 - Vydavatelství: Warner Bros. - Formáty: CD, ke stažení | 58 | 54 |
| Live: Barefoot at the Symphony    | - Datum vydání: 6. března 2012 - Vydavatelství: Concord - Formáty: CD, DVD, ke stažení | 53 | —  |
| "—" značí, že se album neumístilo |                                                                                        |    |    |

### Alba z muzikálů
| Rok  | Název                                                                                   | Vydavatelství        |
| ---- | --------------------------------------------------------------------------------------- | -------------------- |
| 1996 | Rent (Original Broadway Cast Recording)                                                 | DreamWorks Records   |
| 2000 | The Wild Party (Lippa) (mimo Broadway)                                                  | RCA Victor Broadway  |
| 2003 | Wicked (Original Broadway Cast Recording)                                               | Decca Records        |
| 2005 | Rent (Original Motion Picture Soundtrack)                                               | Warner Bros. Records |
| 2006 | See What I Wanna See (2005 původní mimo broadwayské obsazení)                           | Sh-K-Boom Records    |
| 2009 | Chess in Concert (Live Recording of 2008 Royal Albert Hall Performance)                 | Reprise Records      |
| 2009 | Highlights from Chess in Concert (Live Recording of 2008 Royal Albert Hall Performance) | Reprise Records      |

## Singly

### Vlastní singly
| 1998                             | "Minuet"                                                | —  | —  | —  | —  | —  | Still I Can't Be Still                 |
| 2006                             | "Take Me or Leave Me"                                   | —  | —  | 32 | —  | —  | Rent (soundtrack)                      |
| 2007                             | "Stav beztíže"                                          | —  | —  | 5  | 72 | —  | I Stand                                |
| 2007                             | "Brave"                                                 | —  | 19 | —  | —  | —  | I Stand                                |
| 2007                             | "Gorgeous"                                              | —  | —  | 3  | —  | —  | I Stand                                |
| 2008                             | "Hope"                                                  | —  | —  | —  | —  | —  | Nealbumová píseň                       |
| 2010                             | "Funny Girl"                                            | —  | —  | —  | —  | —  | Nealbumová píseň                       |
| 2010                             | "I Dreamed a Dream" (s Leou Michele)                    | 31 | —  | —  | —  | 45 | Glee: The Music, Volume 3 Showstoppers |
| 2010                             | "Poker Face" (s Leou Michele)                           | 20 | —  | —  | —  | 26 | Glee: The Music, Volume 3 Showstoppers |
| 2011                             | "Somewhere" (s Leou Michele)                            | 75 | —  | —  | —  | —  | Glee: The Music, Volume 7              |
| 2011                             | "Yoü and I/You and I" (s Matthewem Morrisonem)          | 69 | —  | —  | —  | —  | Nealbumová píseň                       |
| 2011                             | "Constant Craving" (s Nayou Riverou a Chrisem Colferem) | 89 | —  | —  | —  | —  | Glee: The Music, Volume 7              |
| "—" značí, že se singl neumístil |                                                         |    |    |    |    |    |                                        |

### Další singly
| Rok  | Píseň                                                                          | Album                                                | Vydavatelství           |
| ---- | ------------------------------------------------------------------------------ | ---------------------------------------------------- | ----------------------- |
| 1998 | "Follow If You Lead"                                                           | soundtrack k filmu Jiná láska                        | Hollywood Records       |
| 2003 | "How Shall I See You Through My Tears", "The Want of a Nail" (doprovodný zpěv) | soundtrack k filmu Letní tábor                       | Decca Records           |
| 2003 | "I Saw Three Ships"                                                            | Broadway's Greatest Gifts: Carols for a Cure, Vol. 5 | Rock-It Science Records |
| 2005 | "Damsel In Distress"                                                           | hudba z filmu Zoufalé manželky                       | Hollywood Records       |
| 2005 | "I Will Be There" (duet s Rayem Charlesem)                                     | album Genius & Friends                               | Rhino Records           |
| 2007 | "A Hero Comes Home" (verze pro závěrečné titulky)                              | soundtrack k filmu Beowulf                           | Warner Bros. Records    |
| 2008 | "What If" (duet s Rhydianem Robertsem)                                         | album Rhydian                                        | Syco Records            |
| 2010 | "Take a Bow" (duet s Elaine Paige)                                             | album Elaine Paige and Friends                       | Warner Bros. Records    |

## Osobní život
Idina Menzel se narodila v New Yorku jako Idina Kim Mentzel do židovské rodiny a později si nechala své příjmení změnit na Menzel. Od roku 2003 je vdaná za svého hereckého kolegu Taye Diggse.